# Zlatko Celent
Zlatko Celent (Spalato, 20 luglio 1952 – Pago, 25 febbraio 1992) è stato un canottiere croato, che rappresentò la Jugoslavia nelle competizioni internazionali.
Ha partecipato ai giochi della XXII Olimpiade, ottenendo la medaglia di bronzo nel due con.

## Palmarès
| Anno | Manifestazione  | Sede  | Evento  | Risultato |
| ---- | --------------- | ----- | ------- | --------- |
| 1980 | Giochi olimpici | Mosca | Due con | Bronzo    |